# Epinotia potosicole
Epinotia potosicole is een vlinder uit de familie van de bladrollers (Tortricidae). De wetenschappelijke naam van de soort is voor het eerst geldig gepubliceerd in 2014 door Razowski & Becker.

## Type
- holotype: "male, 26.VI.1997. leg. V.O. Becker. genitalia slide no. 1342 WZ"
- instituut: Coll. Becker in het Braziliaanse Camacan.
- typelocatie: "Mexico, Nuevo Leon, C. Potosi, 2800 m"